# Звягинцева, Софья Георгиевна
Софья Георгиевна Звягинцева (10 ноября 1901 года, Казань — 1973, Москва) — советский педиатр, доктор медицинских наук (1957), профессор (1962), член правления Московского научного общества детских врачей, автор первой в СССР монографии о бронхиальной астме у детей. Ученица академика Г. Н. Сперанского.

## Биография
После окончания гимназии поступила на медицинский факультет Казанского университета, который окончила в 1924 году. С 1925 года становится ординатором, а с 1928 года научным сотрудником Государственного научно-исследовательского института материнства и младенчества Наркомздрава СССР.
С 1935 года — ассистент кафедры педиатрии ЦИУ врачей. В 1942—1943 годы являлась заведующей клиникой раннего возраста в Научно-исследовательском институте педиатрии Минздрава РСФСР. С 1951 года доцент, а с 1962 года профессор кафедры педиатрии ЦИУ врачей, на базе больницы имени Ф.Э. Дзержинского (ныне ДГКБ—9 имени Г. Н. Сперанского).
Звягинцева разработала и предложила методику кожной ожоговой пробы у детей для оценки реактивности организма ребёнка; провела углублённое изучение этиологии, патогенеза, клиники и лечения бронхиальной астмы. По этой же теме в 1957 году она защитила докторскую диссертацию. В 1958 году Звягинцевой была опубликована первая в СССР монография о бронхиальной астме у детей.
Изучала стафилококковую и пневмоцистную пневмонии, субэндокардиальный фиброэластоз, подкожно-жировой асептический некроз у новорождённых и детей грудного возраста, а также семиотику рвоты у новорождённых и детей в первые недели жизни. Совместно с Г. Н. Сперанским и А. С. Розенталь Звягинцева разработала классификацию желудочно-кишечных заболеваний детей раннего возраста, которая была принята на 8-м Всесоюзном съезде детских врачей в 1962 году.
Являясь ученицей и ближайшей помощницей Г. Н. Сперанского по кафедре, Софья Георгиевна поддерживала с ним добрые отношения и вне работы. 
Внук академика, профессор Алексей Адрианович Овчинников, вспоминает:
С Софьей Георгиевной Звягинцевой и её мужем, детским хирургом Алексеем Евгеньевичем, у деда были особые отношения. Летом Звягинцевы часто жили у нас на даче в маленьком домике, построенном дедом для моей матери. Дед их очень любил и всегда находился в хорошем настроении в их присутствии. Когда они приезжали на воскресенье, дед водил их в экскурсию по саду, показывая плоды своего труда: свои любимые яблони, редкие деревья и кустарники, скульптуры, которые он делал в саду из коряг, корней и древесных наростов. После смерти бабушки он нередко заезжал к ним, возвращаясь с работы, и оставался пить чай с вареньем, обсуждая проблемы клиники и института. Думаю, что общение со Звягинцевыми и тепло их любви и дружбы помогли деду менее болезненно пережить смерть жены.
.
Звягинцева — автор около 100 научных работ, посвящённых различным проблемам педиатрии, особенно физиологии и патологии детей грудного и раннего возраста, реактивности детского организма и аллергическим заболеваниям у детей. Совместно с Г. Н. Сперанским была написана книга по питанию здоровых и больных детей грудного возраста.
Под руководством профессора С.Г. Звягинцевой было подготовлено 8 диссертаций, из них 2 — докторские. Один из её учеников — Юрий Вельтищев, доктор медицинских наук, профессор, академик РАМН, директор Московского НИИ педиатрии и детской хирургии.
Большое внимание Софья Георгиевна уделяла работе по токсикозам, которую выполнял тогда ещё аспирант Ю.Е. Вельтищев. Ей очень импонировала его оперативность: обсудит она с ним какую-нибудь тему в пятницу, а в понедельник он приносит готовую статью. На вопрос, когда он успел, Юрий Евгеньевич объяснял, что на выходные ездил домой далеко за город и в электричке писал. Софья Георгиевна хвалила, говоря «хорошо на коленке намарал»
 — вспоминала коллега Звягинцевой по кафедре.
Звягинцева являлась членом правления Московского и Всесоюзного обществ детских врачей, членом проблемной комиссии «Охрана здоровья матери и ребёнка» в ЦИУ и комиссии Министерства здравоохранения СССР по усовершенствованию статистической классификации болезней. Принимала участие в издании Большой Медицинской Энциклопедии: во 2-м издании (1955—1968) была учёным секретарём, а в 3-м — заместителем ответственного редактора редотдела «Педиатрия».

## Семья
Муж — Алексей Евгеньевич Звягинцев, детский хирург. Работал доцентом кафедры детской хирургии 2-й МОЛГМИ им. Н. И. Пирогова, вёл студенческий кружок.

## Избранные труды
- Звягинцева С.Г. Рахит [Текст]. 2-е изд. Москва: Медгиз, 1956. 11 с.
- Гамбург Р.Л., Звягинцева С.Г. Жизнь и деятельность Георгия Несторовича Сперанского // Современные проблемы физиологии и патологии детского возраста. — М.: Медицина.
- Звягинцева С.Г. Профилактическое направление в научной и врачебной деятельности Г.Н. Сперанского // Педиатрия. 1973. № 2. С. 3–11.
- Гамбург Р.Л., Матвеев М.П., Звягинцева С.Г., Розенталь А.С. и  др. Г.Н. Сперанский и развитие педиатрической науки (к 100–летию со дня рождения). М 1973.
- Диспансерное наблюдение за детьми в условиях поликлиники [Текст]: (Метод. пособие) / Под ред. проф. В. А. Таболина; М-во здравоохранения РСФСР. 2-й Моск. гос. мед. ин-т им. Н. И. Пирогова. Москва: [б. и.], 1974. 137 с. (В соавторстве).